# Príncipe de sangre

Corona heráldica de un Príncipe de sangre.

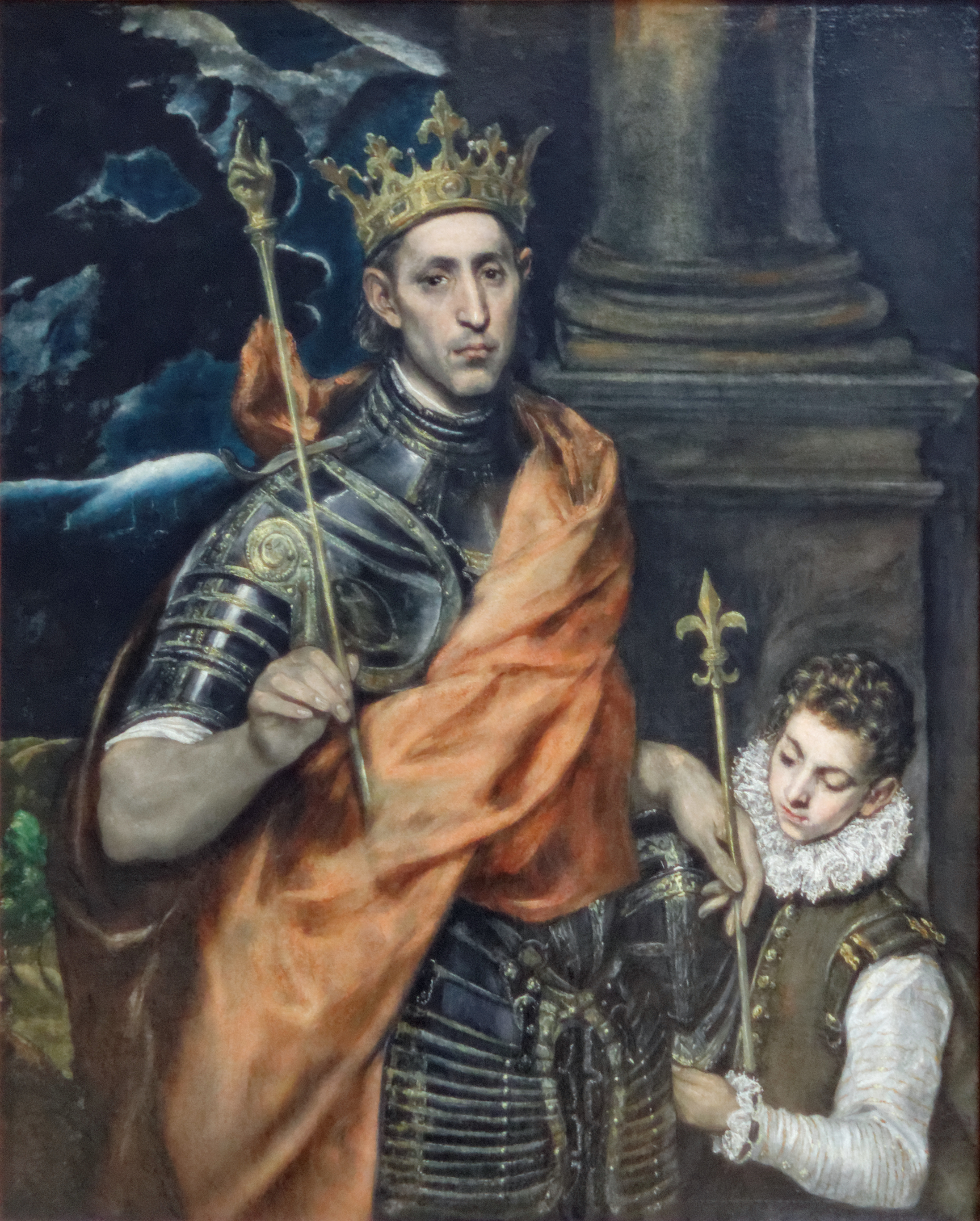
Luis IX de Francia o San Luis (1214-1270), algunos de sus descendientes fueron denominados desde el príncipes de sangre.

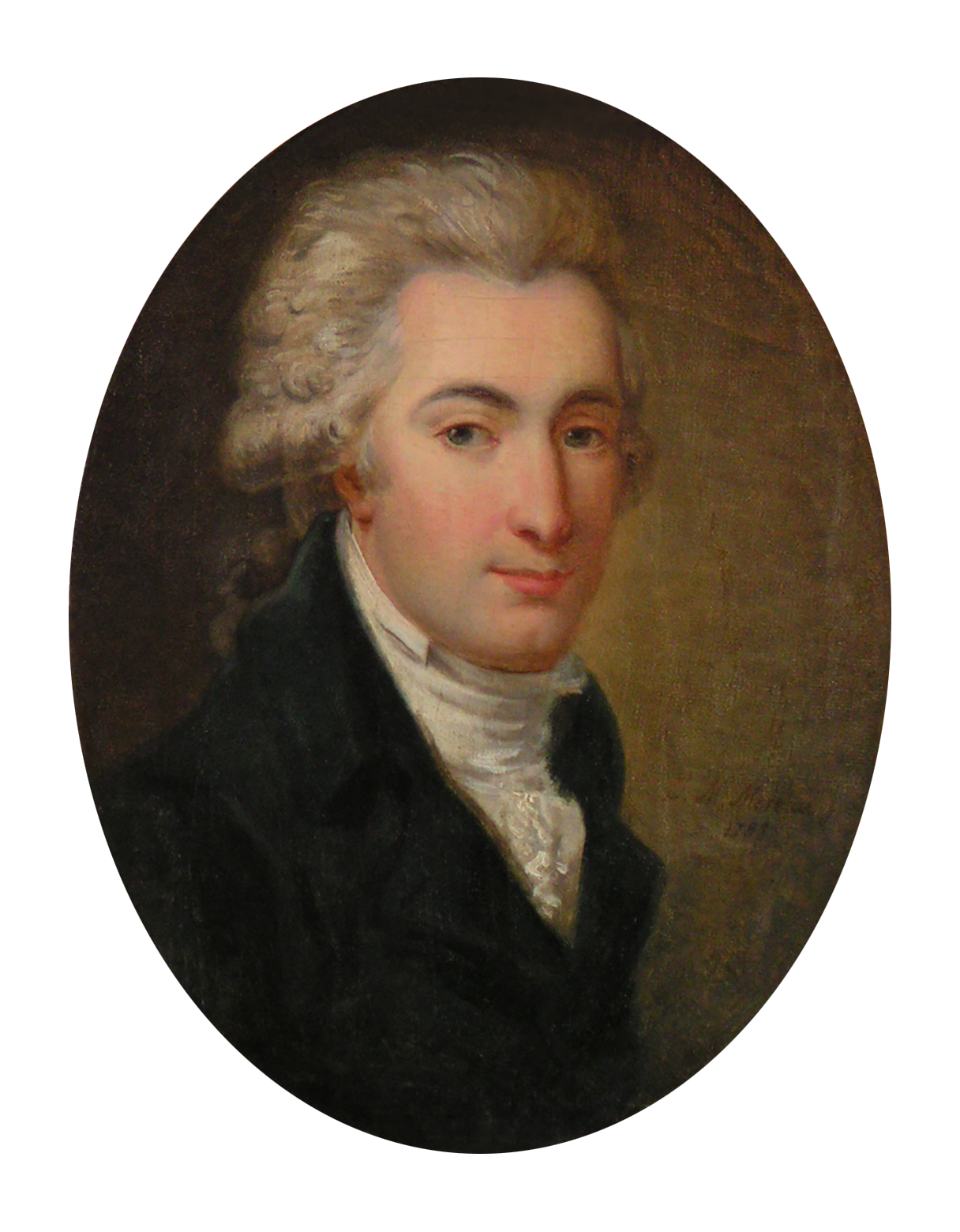
Luis Antonio de Borbón-Condé, duque de Enghien (1772-1804). Último descendiente agnático de la Casa de Condé. Murió fusilado por orden de Napoleón.

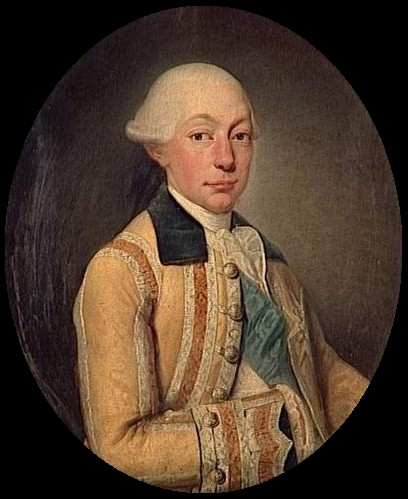
Luis Francisco II de Borbón-Conti (1734-1814). Último representante de su linaje, murió sin hijos exiliado en España.

La denominación príncipe de sangre (en francés: prince du sang) era un calificativo que recibían los príncipes de la Casa Real de Francia.

## Historia
La expresión «príncipe de sangre» se impuso en el siglo XV para calificar a los miembros de los linajes descendientes de Luis IX de Francia que pertenecían a la casa real y eran aptos para suceder en el trono en caso de extinción del brazo reinante según la ley sálica.
Este término sucede a las expresiones «príncipes de las flores de lis» (princes des fleurs de lys) y «príncipes de sangre de Francia» (princes du sang de France).
El primer príncipe de sangre, quien estaba primero en la orden de sucesión a continuación de la línea real, era llamado con la denominación específica de «Monsieur le Prince», su hijo mayor era conocido como «Monsieur le Duc».
Desde su creación existieron dos grandes linajes de príncipes de sangre a partir del siglo XV: los Valois y, sus sucesores, los Borbón.

## Valois
- Duques de Alençon, rama extinta en 1525.
- Duques de Orléans, accede al trono en 1498.
  - Condes de Angulema, acceden al trono en 1515.

## Borbón
- Duques de Borbón
  - Condes de Montpensier
- Duques de Vendôme
  - Condes de Saint-Pol, rama extinta en 1516.
  - Príncipes de Condé, originado en Luis I de Borbón-Condé (1530-1569) tío del rey Enrique IV de Francia.
    - Príncipes de Conti, su primer representante fue Francisco I de Conti (1558-1614), hijo de Luis I de Borbón-Condé.

  - Duques de Montpensier, rama extinta en 1582.